# Морочська сільрада
Морочська сільрада - адміністративна одиниця на території Клецького району Мінської області Білорусії . Адміністративний центр - агромістечко Мороч .

## Географічне положення
Морочська сільська Рада знаходиться у південно-східній частині Клецького району та межує з Копилським районом Мінської області, Ганцевичським районом Брестської області . Адміністративний центр сільради — Агромістечко Мороч розташований за 45 км від районного центру — міста Клецька .

## Історія
Село Мороч виникло в середині XV століття на річці з такою самою назвою.
У роки Великої Вітчизняної війни вона була майже повністю спалена німецько-фашистськими окупантами, а село Колки повторило долю Хатині — спалено разом із жителями.
28 травня 2013 року до складу сільради увійшли населені пункти Єдчиці, Кунцевщина, Лазовичі, Мокрани, Тетерівець скасованої Нагорнівської сільради  .

## склад
Морочська сільрада включає 11 населених пунктів:
- Йодчиці - село.
- Колки – село.
- Комлівщина – село.
- Кунцівщина — село.
- Лазовичі - агромістечко.
- Мокрани – село.
- Мороч - агромістечко.
- Смоличі – село.
- Тетерівець – село.
- Узнога - село.
- Урведь – село.

## Виробнича сфера
- Сільськогосподарський виробничий кооператив "Мороч". Заснований у 1941 році як колгосп «Прогрес». У липні 2003 року перейменовано на СВК «Мороч»
- Колківське лісництво
- Ділянка Мороч РКУП «Клецького ЖКГ»

## Соціально-культурна сфера
- Державна установа освіти «Морочська ДОСШ». Заснована у 1903 році як церковно-парафіяльна школа. З 1949 року працювала як семирічка. 1962 року — восьмирічка, а з 1968 року — середня школа. З 2000 року школа займається екологічним вихованням, працює з реалізації педагогічного проекту на обласному рівні «Виховання громадянина, патріота на національній спадщині білоруського народу».
- Морочський дитячий садок. Відкритий у 1984 році. Невід'ємною частиною виховання дітей у дитячому садку стали народно-фольклорні традиції, так само в саду оформлена етнокімната, багата на історичні експонати.
- Дитячо-юнацька спортивна школа. Створено у 1988 році
- Установи культури: Морочський сільський Будинок культури, Морочський Центр ремесел, Колкінський Будинок фольклору, Морочська бібліотека, Колкінська бібліотека, Узнозька бібліотека-клуб, Комлівська бібліотека-клуб, філія Клецької школи мистецтв
- Охорона здоров'я: Морочська лікарська амбулаторія на 100 амбулаторних відвідувань за зміну та два ФАПи: Колкінський та Комлівський

## Визначні пам'ятки
- Мороцький народний хор. Створено у 1953 році. Почесне звання «народний» отримав у 1963 році. З 1980 року хором керує заслужений діяч культури Республіки Білорусь Пилипеня Євгенія Никоновна. У репертуарі — народні пісні та твори білоруських та російських авторів
- З 1999 року у Морочі працює районний Центр ремесел.